# Bikini (powieść Janusza Leona Wiśniewskiego)
Bikini – powieść autorstwa Janusza Leona Wiśniewskiego wydana 20 maja 2009 roku przez wydawnictwo Świat Książki. W tym samym czasie została również wydana w postaci książki mówionej w wykonaniu Rafała Królikowskiego.
Wydania zagraniczne:
W sierpniu 2009 książka została wydana w Rosji przez wydawnictwo AST (Astrel) w tłumaczeniu Valeriego Yermola.
W kwietniu 2010 książka została wydana w Albanii przez wydawnictwo OMSCA-1 w tłumaczeniu Sokrat Gjerasi.
W czerwcu 2010 książka została wydana na Ukrainie przez wydawnictwo AST, Kiev.
We wrześniu 2010 książka została wydana we Włoszech przez wydawnictwo SALANI EDITORE, Milano w tłumaczeniu Raffaella Belletti.
W październiku 2010 książka została wydana na Słowacji przez wydawnictwo IKAR, Bratislava w tłumaczeniu Jozef Marušiak.

## Opis fabuły
Akcja Bikini rozpoczyna się w lutym 1945 roku, w Dreźnie, podczas bombardowania miasta przez wojska alianckie, kończy się w 1946 roku w momencie pierwszej próby jądrowej na atolu Bikini. Książka opowiada historię końca II wojny światowej widziany oczyma młodej Niemki z antyfaszystowskiej rodziny - Anny Marty Bleibtreu oraz Amerykanina Stanleya Bredforda, fotoreportera New York Timesa. Dwoje głównych bohaterów połączy wspólna pasja - fotografia. W powieści przeplatają się wątki historyczne z wątkami miłosnymi głównych bohaterów na tle "fotografii" z szarej wojennej Europy, głośnego, rozświetlonego neonami Nowego Jorku oraz niezwykle kolorowej scenerii pacyficznych Wysp Marshalla.